# Christian Svendsen
Christian Valdemar Svendsen (Svindinge, 13 luglio 1890 – Copenaghen, 28 giugno 1959) è stato un ginnasta danese.

## Palmarès

### Olimpiadi
- 1 medaglia:
  - 1 bronzo (Stoccolma 1912 nel concorso libero a squadre)